# Günther Jakobs
Günther Jakobs   (Mönchengladbach, 26 de juliol de 1937) és un jurista alemany, filòsof, i professor emèrit de dret penal, dret processal i filosofia del dret. En cercles professionals, Jakobs és considerat com un representant d'un enfocament funcionalista, que s'oposa a una comprensió naturalista dels conceptes i efectes criminals i els entén com a processos socials. En particular, advoca per una teoria de la prevenció general positiva, en què el càstig ha de confirmar, sobretot, la validesa de la norma qüestionada per l'acte. Ha estat conegut per un públic científic més ampli a través de la seva anàlisi del controvertit dret penal de l'enemic (Feindstrafrecht).

## Biografia
Després d'estudiar Dret a Colònia, Kiel i Bonn, Günther Jakobs va obtenir el seu doctorat el 1967 a la Universitat de Bonn amb una dissertació sobre la teoria de la competència criminal. El 1971 va obtenir una habilitació, també a Bonn, amb Hans Welzel, amb un treball sobre la història d'èxit negligent i va ser nomenat l'any següent a la seva primera càtedra a la Universitat de Kiel. El 1976 va seguir una crida de la jove Universitat de Ratisbona, a la facultat de dret de la qual ajudarà a aconseguir una reputació acadèmica en la següent dècada, amb col·legues com Peter Landau, Dieter Schwab i Udo Steiner. El 1986 va tornar a la Universitat de Bonn, on va ensenyar com a director del seminari de filosofia legal i codirector de l'Institut de Dret Penal fins al seu pas a emèrit l'estiu del 2002.
Günther Jakobs és membre de l'Acadèmia de Ciències de Baviera, de l'Acadèmia de Ciències i Arts de Renània del Nord-Westfàlia i coeditor de la Revista per a totes les ciències penals (en alemany, Zeitschrift für die gesamte Strafrechtswissenschaft, abreujadament ZStW).

## Pensament
L'enfocament del treball científic de Günther Jakobs són els fonaments del dret penal, especialment els propòsits criminals, la teoria de la culpabilitat i el concepte de culpabilitat. Ha treballat amb diversos tipus penals de la secció especial del codi penal alemany (en alemany Strafgesetzbuch, abreujadament StGB) i ha tractat amb detall, fins on la dogmàtica no estava clara, o interpretada per la jurisprudència semblava contradictòria, tipus penals com la coerció (§ 240 StGB) i la falsificació (§ 267 StGB).
En el seu llibre de texta la part general del Codi Penal alemany, en monografies i en nombrosos assaigs, Jakobs va desenvolupar els elements d'una teoria del dret penal que es pot qualificar de funcionalisme. Es basa en el supòsit que la culpabilitat penal no es pot derivar ontològicament ni derivar-se únicament d'un contracte social fictici, sinó d'una qüestió de necessitat social amb l'objectiu de protegir la llei com un patró d'orientació vinculant. Mentre Georg Wilhelm Friedrich Hegel entenia la pena com una «negació de la negació» de la llei amb la finalitat de la seva restauració, Jakobs fa visible un model similar: la condicionalitat social de la pròpia llei (com a «liquidació del conflicte per imputació»). Tanmateix, això planteja, de manera similar a la «teoria pura del dret» (en alemany Reine Rechtslehre) de Hans Kelsen, la qüestió de quins requisits ètics mínims han de ser satisfets per la llei per a poder-ne reclamar la validesa.
Segons Jakobs, un acte penalment rellevant és un no reconeixement objectivat de la validesa normativa. La qüestió de la lliure voluntat de l'infractor és incorrecta, perquè: «la llei penal no coneix la categoria a què pertany el problema del lliure albir». En canvi, Jakobs proposa deduir l'al·legació de culpabilitat d'una «responsabilitat» del delinqüent pel seu comportament normatiu; per a això, n'hi hauria prou que no hi hagués cap raó legalment acceptada que impedís que el delinqüent optés per comportar-se d'acord amb les normes.
El 1985, Jakobs va iniciar una controvèrsia rellevant, molt més enllà de l'àmbit de la jurisprudència, quan va formular per primer cop, i va desenvolupar amb profunditat el 1999, la seva distinció entre «dret penal del ciutadà» (Bürgerstrafrecht) i «dret penal de l'enemic» (Feindstrafrecht).
Jakobs assenyala que la llei penal actual tracta, per exemple, en forma de detenció preventiva (§ 61 N ° 3 i § 66 StGB) i la responsabilitat penal per la simple pertinença a una organització terrorista (§ 129a StGB), enemics de la llei diferents als ciutadans bàsicament legítims: «el dret penal del ciutadà s'ocupa de l'aplicació estàndard de la llei, el dret penal de l'enemic (...) en combat els perills». Jakobs hi està d'acord, perquè: «el que s'ha desviat del principi no ofereix cap garantia del comportament personal, per tant, no pot ser tractat com a ciutadà, sinó que ha de ser un enemic». Després d'aquesta argumentació, en un primer moment va rebre poca atenció, o almenys no va tenir massa contestació. Després dels atemptats terroristes de l'11 de setembre de 2001, es va desenvolupar un debat sobre la preservació de l'estat de dret en la lluita contra el terrorisme. La posició de Jakobs ha estat rebutjada en nombroses aportacions com a totalitària en el seu nucli, ja que equivaldria a la «substitució de la llei per la guerra». La definició de qui s'hauria de considerar un enemic obre la porta a una arbitrarietat estatal com la del Tercer Reich. En contra d'això, Jakobs ha objectat, entre altres coses, que com a «enemic» no entén l'alteritat (hostis) com el teòric de l'estat Carl Schmitt, sinó el criminal perillós (inimicus). No obstant això, Jakobs només va trobar ocasionalment aprovacions incondicionals.
El president del Tribunal Constitucional Federal, Ernst Benda va declarar el 1966 que la qüestió de Jakobs sobre els mitjans constitucionalment admissibles de defensa pròpia havia estat contestada: 
| « | Cal preveure l'estat d'emergència; però això no ha de passar de tal manera que l'ordre bàsic democràtic liberal, que protegeix totes les mesures de defensa, es perdi. En cas contrari, l'imperi de la llei podria defensar-se amb èxit fora, però al mateix temps seria mortalment ferit dins d'ell i després es perdria. | » |

La discussió sobre les tesis de Jakobs resta lluny d'estar finalitzada. Declarar que el debat és inadmissible no seria convincent, perquè Jakobs, tal com admeten els seus oponents, descriu un fet que fa temps que existeix i que no té una justificació ètica clara.
Com a dogmatista penal i filòsof, Jakobs també ha influït en la discussió científica a L'Estat espanyol i l'Amèrica Llatina. Gairebé tots els seus llibres i molts assaigs estan disponibles en traduccions al castellà. L'estudi de filosofia legal Norm, Person, Gesellschaft va ser publicat per primera vegada en castellà i només llavors en alemany. La descripció de la llei penal de Jakobs ha trobat especial ressò a Colòmbia, que ha estat durant molt de temps en un estat de guerra civil, però també ha despertat crítiques.

## Honors
Les activitats internacionals de Günther Jakobs han trobat reconeixement en diverses càtedres visitants. Amb motiu del seu 65è aniversari el 2002, la Universitat Externado de Colòmbia va organitzar un simposi a Bogotà, publicat l'any següent en una publicació commemorativa titulada El funcionalismo en derecho penal – Libro Homenaje al Profesor Günther Jakobs, i li va atorgar el títol de Profesor Honorario. Va ser guardonat amb el mateix títol el 2002 per la Universitat Inca Garcilaso de la Vega a Lima i la Universitat Nacional de Sant Antoni Abat del Cusco (ambdues al Perú). El 2005 va obtenir un doctorat honorífic per la Universitat de la Barra Nacional d'Advocats, Mèxic D. F. Amb motiu del seu 70è aniversari el 2007, 43 autors van escriure una publicació commemorativa.

## Obra publicada (selecció)
En alemany
- Die Konkurrenz von Tötungsdelikten mit Körperverletzungsdelikten (dissertació), Bonn 1967
- Studien zum fahrlässigen Erfolgsdelikt (habilitació), Bonn 1971, Edició de Berlín / Nova York 1972, ISBN 3-11-003889-7
- Schuld und Prävention, Tübingen 1976 ISBN 3-16-638121-X
- (com a editor:) Rechtsgeltung und Konsens, Berlín 1976 ISBN 3-428-03624-7
- Strafrecht, Allgemeiner Teil - Die Grundlagen und die Zurechnungslehre (llibre de text), Berlín / Nova York, 1983, 2a edició 1991 ISBN 3-11-011214-0, Studienausgabe 1993 ISBN 3-11-014193-0
- Der strafrechtliche Handlungsbegriff, Múnic, 1992 ISBN 3-406-37131-0
- Das Schuldprinzip, Opladen 1993 ISBN 3-531-07319-2
- Geschriebenes Recht und wirkliches Recht beim Schwangerschaftsabbruch, Bochum 1994 ISBN 3-927855-68-5
- Die strafrechtliche Zurechnung von Tun und Unterlassen, Paderborn 1996 ISBN 3-506-70016-2; Opladen 1996 ISBN 3-531-07344-3
- Norm, Person, Gesellschaft – Vorüberlegungen zu einer Rechtsphilosophie, Berlín 1997, 2a ed. 1999 ISBN 3-428-09067-5
- Tötung auf Verlangen, Euthanasie und Strafrechtssystem, Múnic, 1998 ISBN 3-7696-1599-9
- Urkundenfälschung – Revision eines Täuschungsdelikts, Colònia / Berlín / Bonn / Múnic 2000 ISBN 3-452-24384-2
- Staatliche Strafe – Bedeutung und Zweck, Paderborn / Múnic / Viena / Zuric 2004 ISBN 3-506-71328-0

En castellà
- La competencia por organización en el delito omisivo, Bogotá 1994 ISBN 958-616-217-6
- Derecho penal, parte general, Madrid 1995, Neuauflagen 1997, 2001 ISBN 84-7248-398-3
- ¿Ciencia del derecho: técnica o humanística? Bogotá 1996 ISBN 958-616-295-8
- La autoría mediata con instrumentos que actúan por error como problema de imputación objetiva, Bogotá 1996 ISBN 958-616-294-X
- La imputación objetiva en derecho penal, Bogotá 1994 ISBN 958-616-215-X; Madrid 1999 ISBN 84-470-0658-1
- La imputación penal de la acción y de la omisión, Bogotá 1996 ISBN 958-616-291-5
- Sobre el injusto del suicidio y del homicidio a petición, Bogotá 1996 ISBN 958-616-259-1
- Sociedad, norma, persona en una teoría de un derecho penal funcional, Bogotá 1996 ISBN 958-616-293-1
- Estudios de derecho penal, Madrid 1997 ISBN 84-470-0905-X
- El concepto jurídico penal de acción, Bogotá 1998 ISBN 958-616-232-X
- Sobre la teoría de la pena, Bogotá 1998 ISBN 958-616-349-0
- Sobre la génesis de la obligación jurídica, Bogotá 1999 ISBN 958-616-415-2
- Suicidio, eutanasia y derecho penal, València 1999 ISBN 84-8002-963-3
- La ciencia del derecho penal ante las exigencias del presente, Bogotá 2000 ISBN 958-616-476-4
- Acción y omisión en derecho penal, Bogotá 2000 ISBN 958-616-433-0
- Injerencia y dominio del hecho, Bogotá 2001 ISBN 958-616-568-X
- Culpabilidad en derecho penal. Dos cuestiones fundamentales, Bogotá 2003 ISBN 958-616-699-6
- Sobre la normativización de la Dogmática Jurídico-penal, Madrid 2003 ISBN 84-470-2062-2
- (amb Cancio Meliá) Derecho penal del enemigo, 2a Ed. Madrid 2006 ISBN 84-470-2536-5
- Dogmática de derecho penal y la configuración normativa de la sociedad, Madrid 2004 ISBN 84-470-2281-1
- La pena estatal: Significado y finalidad, Madrid 2006 ISBN 84-470-2574-8
- El lado comunicativo y el lado silencioso del derecho penal, Sevilla 2014 ISBN 978-84-942274-4-8

## Llibres sobre Günther Jakobs
- E. Penaranda Ramos/C. Suárez González/M. Cancio Meliá: Un nuevo sistema del derecho penal: consideraciones sobre la teoría de la imputación de Günther Jakobs, Bogotá 1999 ISBN 958-616-388-1
- E. Montealegre Lynett/J. F. Perdomo Torres: Funcionalismo y normativismo penal. Una introducción a la obra de Günther Jakobs, Bogotá 2006 ISBN 958-710-091-3